# 烏斯滿江
烏斯滿江（1932年—1990年6月5日），維吾爾族音樂家，新疆伊寧人，由於作品多和新疆有關，被譽為「天山的兒子」。他是中央民族歌舞团成員。
烏斯滿江會演奏熱瓦甫、彈撥爾、冬不拉、新疆手鼓，尤其擅長演奏熱瓦甫。烏斯滿江也會作曲，其作品曲調多帶有維吾爾族、 哈薩克族、塔吉克族等民族風格，著名作品有如熱瓦甫曲《天山的春天》（又名《天山之春》；後人曾改編為琵琶獨奏曲）、《我的熱瓦甫》等。1990年6月5日病逝。其曾出版國樂曲选集《天山的春天》。
1991年6月6日烏斯滿江逝世一周年時，中華人民共和國國家民委、中国音乐家协会、中央民族歌舞团、中国广播交响乐团等13個單位在北京市民族文化宫剧院举办了一场「乌斯满江创作乐音乐会」。